# 鈴乃
鈴乃（りの、3月15日 - ）は、日本の女性コスプレイヤー。
コクリコット･ブランシュ（＃コンパス 戦闘摂理解析システム）の公式コスプレイヤー。
METEORA st.、霙柑に所属。
神奈川県出身。

## 出演

### イベント
2016年
- コミックマーケット91 （12月30日、東京国際展示場） - 衣装は園田海未 ｢職業編 覚醒後｣（ラブライブ!）。

2017年
- #コンパスフェス 1st ANNIVERSARY（12月17日、泉ガーデンギャラリー） - 衣装はコクリコット・ブランシュ。[6]。

2018年
- 闘会議2018 （2月10日、幕張メッセ） - #コンパス ステージに出演。衣装はコクリコット・ブランシュ（＃コンパス 戦闘摂理解析システム）[7]。
- ニコニコ超会議2018 （4月28・29日、幕張メッセ） - 超 #コンパス ステージに出演。衣装はコクリコット・ブランシュ（＃コンパス 戦闘摂理解析システム）[8]。
- 東京ゲームショウ2018 （9月23日、幕張メッセ） - #コンパス ブースに出演。衣装はコクリコット・ブランシュ（＃コンパス 戦闘摂理解析システム）[9]。
- ニコニコ超パーティー2018 （11月3日、さいたまスーパーアリーナ） - 超 #コンパス ライブステージに出演。衣装はコクリコット・ブランシュ（＃コンパス 戦闘摂理解析システム）[10][11]。
- #コンパスフェス 2nd ANNIVERSARY （12月23日、ベルサール高田馬場） - 衣装はコクリコット・ブランシュ[12][13]。

2019年
- 闘会議2019 （1月26・27日、幕張メッセ） - #コンパス ステージに出演。衣装はコクリコット・ブランシュ「ぷくぷくぐんぷく」（＃コンパス 戦闘摂理解析システム）[14]。
- ニコニコ超会議2019 （4月27・28日、幕張メッセ） - 超 #コンパス ステージに出演。衣装はコクリコット・ブランシュ（＃コンパス 戦闘摂理解析システム）[15]。
- #コンパスフェス 3rd ANNIVERSARY （12月8日、幕張メッセ） - 衣装はコクリコット・ブランシュ[16]。

2020年
- #コンパスうちキャラバン （8月16日、オンライン） - 衣装はコクリコット・ブランシュ「ぷくぷくぐんぷく」[17]。
- #コンパスフェス 4th Anniversary （12月20日、オンライン） - 衣装はコクリコット・ブランシュ[18]。

2021年
- ニコニコネット超会議2021 （4月29日、オンライン） - 超 #コンパス ステージに出演。衣装はコクリコット・ブランシュ（＃コンパス 戦闘摂理解析システム）[19]。
- #コンパスフェス 街キャラバン2021 名古屋 （8月15日、ポートメッセなごや） - 衣装はコクリコット・ブランシュ「ぷくぷくぐんぷく」[20]。

2022年
- AnimeJapan2022 （3月26・27日、東京ビッグサイト） - ISRIBIブースで新作コンテンツ冊子配布や、撮影タイムに参加。衣装は百瀬百々（swing,sing）[21][22]。
- #コンパスカフェ in 大阪（4月1-3日） - 公式コスプレイヤー来店イベントに参加。衣装はコクリコット・ブランシュ カフェ衣装[23]。
- ニコニコ超会議2022 （4月29・30日、幕張メッセ） - 超 #コンパス ステージに出演。衣装はコクリコット・ブランシュ（＃コンパス 戦闘摂理解析システム）[24][25]。